# Holly Black
Holly Black (nascida Riggenbach; 10 de novembro de 1971) é uma escritora e editora norte-americana mais conhecida por sua ficção infantil e juvenil. Seu trabalho a série O Povo do Ar, best-seller do The New York Times para jovens adultos. Ela também é conhecida por As Crônicas de Spiderwick, uma série de livros infantis de fantasia que ela criou com o escritor e ilustrador Tony DiTerlizzi, e sua trilogia de estreia de romances para jovens adultos oficialmente chamada de Contos de Fadas Moderno. Black ganhou um Eisner Award, um Lodestar Award, um Nebula Award e um Newbery Award.

## Biografia
Black nasceu em West Long Branch, Nova Jersey em 1971, e durante seus primeiros anos sua família viveu em uma "casa vitoriana decrépita". Ela se formou em inglês pelo The College of New Jersey em 1994. Ela trabalhou como editora de produção em revistas médicas, incluindo The Journal of Pain, enquanto estudava na Universidade Rutgers. Ela considerou se tornar uma bibliotecária como uma carreira de apoio, mas escrever a afastou. Ela editou e contribuiu para uma revista de cultura de RPG, chamada d8. Em 1999 ela se casou com seu namorado do colégio, Theo Black, um ilustrador e web designer. Em 2008, ela foi descrita como residente em Amherst, Massachusetts.
Holly Black é uma grande colecionadora de livros raros de folclore. Em seus primeiros anos de vida ela morou em uma mansão abandonada em estilo vitoriano com sua mãe, que contava a ela várias histórias de fantasmas e fadas.
Seu primeiro livro, Tithe: A Modern Faerie Tale, foi muito bem recebido pela crítica e foi publicado no outono de 2002.
A escritora só viria a ficar famosa um pouco mais tarde, com o lançamento do livro As Crônicas de Spiderwick: O Guia de Campo, primeiro livro da série Spiderwick.

## Adaptações
The Spiderwick Chronicles (bra: As Crônicas de Spiderwick; prt: As Crónicas de Spiderwick) é um filme estadunidense de 2008, dos gêneros drama, fantasia e suspense, dirigido por Mark Waters para a Nickelodeon Movies, com roteiro adaptado da série de livros homônima de Holly Black e Tony DiTerlizzi. Todos os livros foram condensados num único filme, que foi gravado inteiramente nos Estados Unidos e distribuído pela Paramount Pictures.
Em 2022 a Disney anunciou que estava em produção uma nova série reboot baseada nos livros de mesmo nome para o Disney+.

## Livros publicados
| Ano  | Titulo Original                                                    | Ano no Brasil | Titulo no Brasil                       | Ano em Portugal | Titulo em Portugal |
| ---- | ------------------------------------------------------------------ | ------------- | -------------------------------------- | --------------- | ------------------ |
| 2009 | Geektastic: Stories from the Nerd Herd (escritora colaboradora)    | TBA           | TBA                                    | '               | '                  |
| 2010 | Zombies vs. Unicorns (escritora colaboradora)                      | 2013          | Zombies X Unicórnios                   | '               | '                  |
| 2010 | The Poison Eaters and Other Stories (Coletânea de contos)          | TBA           | TBA                                    | '               | '                  |
| 2011 | Welcome to Bordertown (escritora colaboradora)                     | TBA           | TBA                                    | '               | '                  |
| 2013 | The Coldest Girl in Coldtown                                       | 2014          | A Menina Mais Fria de Coldtown         | '               | '                  |
| 2013 | Doll Bones                                                         | 2014          | Boneca de Ossos                        | '               | '                  |
| 2014 | Doctor Who: 12 Doctors, 12 Stories (escritora colaboradora)        | 2014          | Doctor Who: 12 Doutores , 12 Histórias | '               | '                  |
| 2019 | Heart of the Moors: An Original Maleficent: Mistress of Evil Novel | 2021          | Malévola: O Coração da Rainha          | '               | '                  |

| Ano  | Titulo Original | Ano no Brasil | Titulo no Brasil | Ano em Portugal | Titulo em Portugal |
| ---- | --------------- | ------------- | ---------------- | --------------- | ------------------ |
| 2010 | White Cat       | 2012          | Gata Branca      | 2014            | Gata Branca        |
| 2011 | Red Glove       | 2014          | Luva Vermelha    | '               | '                  |
| 2012 | Black Heart     | 2015          | Alma Negra       | '               | '                  |

### Faerieverse
Holly Black ao longo dos anos criou um universo de livros compartilhados sobre o Reino das Fadas, conhecido como Faerieverse. 
| Ano  | Titulo Original                  | Ano no Brasil | Titulo no Brasil |
| ---- | -------------------------------- | ------------- | ---------------- |
| 2002 | Tithe: A Modern Faerie Tale      | 2022          | Tithe            |
| 2005 | Valiant: A Modern Tale of Faerie | 2022          | Valente          |
| 2007 | Ironside : A Modern Faery's Tale | 2022          | Reino de Ferro   |

| Ano  | Titulo Original      | Ano no Brasil | Titulo no Brasil | Ano em Portugal | Titulo em Portugal |
| ---- | -------------------- | ------------- | ---------------- | --------------- | ------------------ |
| 2018 | The Cruel Prince     | 2018          | O Príncipe Cruel | 2020            | O Príncipe Cruel   |
| 2019 | The Wicked King      | 2020          | O Rei Perverso   | 2021            | O Rei Perverso     |
| 2020 | The Queen of Nothing | 2020          | A Rainha do Nada | 2022            | A Rainha do Nada   |

| Ano  | Titulo Original        | Ano no Brasil | Titulo no Brasil       |
| ---- | ---------------------- | ------------- | ---------------------- |
| 2023 | The Stolen Heir        | 2023          | O Herdeiro Roubado     |
| 2024 | The Prisioner’s Throne | 2024          | O Trono do Prisioneiro |

| Ano  | Titulo Original                                                                | Ano no Brasil | Titulo no Brasil                                 | Ano em Portugal | Titulo em Portugal                               |
| ---- | ------------------------------------------------------------------------------ | ------------- | ------------------------------------------------ | --------------- | ------------------------------------------------ |
| 2015 | The Darkest Part of the Forest                                                 | 2017          | O Canto Mais Escuro da Floresta                  | '               | '                                                |
| 2018 | The Lost Sisters: A Folk of the Air Novella (conteúdo extra do Principe Cruel) | 2021          | As Irmãs Perdidas                                | '               | '                                                |
| 2020 | How the King of Elfhame Learned to Hate Stories                                | 2021          | Como o Rei de Elfhame Aprendeu a Odiar Histórias | 2023            | Como o Rei de Elfhame Aprendeu a Odiar Histórias |

### As Crônicas de Spiderwick
The Spiderwick Chronicles (Brasil: As Crônicas de Spiderwick ) é uma série de livros de fantasia ilustrados, que foram escritos por Holly Black e ilustrado por Tony DiTerlizzi. Os livros foram fabricados de forma a passar a impressão de que foram escritos à mão. Desenhos feitos de caneta e tinta aparecem pelos livros. A história se passa na Nova Inglaterra, Estados Unidos. Os gêmeos de nove anos, Simon Grace e Jared Grace, e sua irmã mais velha Mallory Grace se mudaram para uma antiga propriedade de Spiderwick. Lá descobriram o Guia de Campo, um livro sobre animais fantásticos e rapidamente a propriedade ficou infestada de criaturas mágicas, algumas ordinárias, outras maliciosas.
| Ano  | Titulo Original        | Ano no Brasil | Titulo no Brasil                                                       |
| ---- | ---------------------- | ------------- | ---------------------------------------------------------------------- |
| 2003 | The Field Guide        | 2023          | As Crônicas de Spiderwick (Livro único com todos os 5 livros da série) |
| 2003 | The Seeing Stone       | 2023          | As Crônicas de Spiderwick (Livro único com todos os 5 livros da série) |
| 2003 | Lucinda's Secret       | 2023          | As Crônicas de Spiderwick (Livro único com todos os 5 livros da série) |
| 2004 | The Ironwood Tree      | 2023          | As Crônicas de Spiderwick (Livro único com todos os 5 livros da série) |
| 2004 | The Wrath of Mulgarath | 2023          | As Crônicas de Spiderwick (Livro único com todos os 5 livros da série) |

Após escrever os livros Holly Black e Tony DiTerlizzi escreveram outra série de livros relacionada com as Crônicas de Spiderwick, conhecida como Beyond Spiderwick, com três volumes.
| Ano  | Titulo Original  | Ano no Brasil | Titulo no Brasil |
| ---- | ---------------- | ------------- | ---------------- |
| 2007 | The Nixie's Song | TBA           | TBA              |
| 2008 | A Giant Problem  | TBA           | TBA              |
| 2009 | The Wyrm King    | TBA           | TBA              |

| Ano  | Titulo Original                                                    | Ano no Brasil | Titulo no Brasil |
| ---- | ------------------------------------------------------------------ | ------------- | ---------------- |
| 2005 | Arthur Spiderwick's Notebook of Fantastical Observations           | TBA           | TBA              |
| 2005 | Arthur Spiderwick's Field Guide to the Fantastical World Around Yo | TBA           | TBA              |
| 2006 | The Spiderwick Chronicles: Care and Feeding of Sprites             | TBA           | TBA              |

### Série Magisterium
(com Cassandra Clare) 
A série infantojuvenil de livros acompanha a jornada de três garotos que buscam dominar a capacidade de usar a magia elemental (água, fogo, terra, ar e o vazio), enquanto lidam com misteriosos inimigos.
| Ano  | Titulo Original     | Ano no Brasil | Titulo no Brasil   |
| ---- | ------------------- | ------------- | ------------------ |
| 2014 | The Iron Trial      | 2014          | O Desafio de Ferro |
| 2015 | The Copper Gauntlet | 2015          | A Luva de Cobre    |
| 2016 | The Bronze Key      | 2016          | A Chave de Bronze  |
| 2017 | The Silver Mask     | 2017          | A Máscara de Prata |
| 2018 | The Golden Tower    | 2019          | A Torre de Ouro    |

### Graphic novels
| Ano  | Titulo Original          | Ano no Brasil | Titulo no Brasil |
| ---- | ------------------------ | ------------- | ---------------- |
| 2008 | The Good Neighbors: Kin  | TBA           | TBA              |
| 2009 | The Good Neighbors: Kith | TBA           | TBA              |
| 2010 | The Good Neighbors: Kind | TBA           | TBA              |

| Ano  | Titulo Original                      | Ano no Brasil | Titulo no Brasil |
| ---- | ------------------------------------ | ------------- | ---------------- |
| 2016 | Lucifer vol. 1: Cold Heaven          | TBA           | TBA              |
| 2017 | Lucifer vol. 2: Father Lucife        | TBA           | TBA              |
| 2017 | Lucifer vol. 3: Blood in the Streets | TBA           | TBA              |

### DuologiaBook of Night
- Book of Night (2022) Livro da Noite (2022)
- Thief of Night (a publicar)

### Pequenos Contos:
- "Hades and Persephone" (1997) em Prisoners of the Night
- "The Night Market" (2004) em The Faery Reel: Tales from a Twilight Realm
- "Heartless" (2005) em Young Warriors: Stories of Strength
- "Going Ironside" (2007) em Endicott Journal of Mythic Arts
- "In Vodka Veritas" (2007) em 21 Proms
- "Reversal of Fortune" (2007) em The Coyote Road: Trickster Tales
- "The Poison Eaters" (2007), The Restless Dead: Ten Original Stories of the Supernatural, ed. Deborah Noyes
- "Paper Cuts Scissors" (Outubro 2007) em Realms of Fantasy
- "The Coat of Stars" (2007) em So Fey
- "Virgin" (2008) em Magic in the Mirrorstone
- "The Boy Who Cried Wolf" (2009) em Troll's Eye View: A Book of Villainous Tales
- "The Coldest Girl in Coldtown" (2009) em The Eternal Kiss: 13 Vampire Tales of Blood and Desire
- "A Very Short Story" (2009) em Half-Minute Horrors
- "The Dog King" (2010) em The Poison Eaters and Other Stories
- "The Land of Heart's Desire" (2010) em The Poison Eaters and Other Stories
- "The Arn Thompson Classification Review" (2010) em Full Moon City
- "Sobek" (2010) em Wings of Fire
- "Lot 558: Shadow of My Nephew by Wells, Charlotte" (2011) em The Thackery T. Lambshead Cabinet of Curiosities.
- "Everything Amiable and Obliging" (2011) em Steampunk!
- "The Perfect Dinner Party" (com Cassandra Clare, 2011) em Teeth
- "The Rowan Gentleman" (com Cassandra Clare, 2011) em Welcome to Bordertown
- "Noble Rot" (2011) em Naked City: New Tales of Urban Fantasy
- "Coat of Stars" (2012) em Bloody Fabulous
- "Little Gods" (2012) em Under My Hat: Tales from the Cauldron
- "Millcara" (2013) em Rags & Bones: New Twists on Timeless Tales
- "Sisters Before Misters" (2014) (com Sarah Rees Brennan e Cassandra Clare) em Dark Duets: All-New Tales of Horror and Dark Fantasy
- "Ten Rules for Being an Intergalactic Smuggler (the Successful Kind)" (2014) em Monstrous Affections: An Anthology of Beastly Tales
- "1UP" (2015) em Press Start to Play

### Poesias
- "The Third Third: Israfel's Tale" (1996) em d8 Magazine
- "Bone Mother" (Autumn 2004) em Endicott Journal of Mythic Arts